# Гідроелектростанції каналу імені Москви

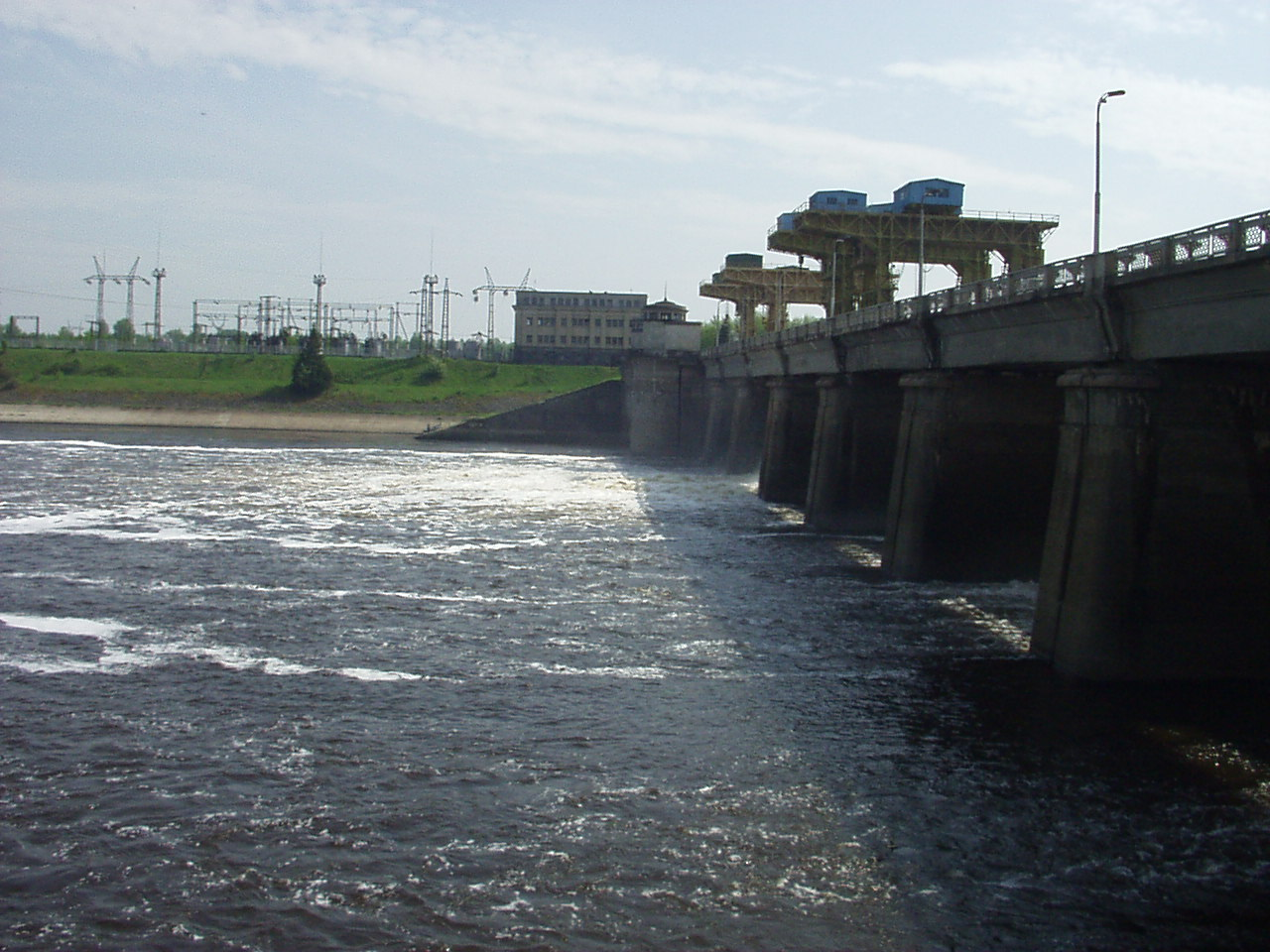
Іваньковська ГЕС

Гідроелектростанції каналу імені Москви — комплекс ГЕС, що входять до складу каналу ім. Москви, у Московській області та місті Москві.  

## Загальні відомості
Будівництво каналу імені Москви (відповідно, і що входять до його складу ГЕС) почалося у 1932 і закінчилося у 1937. Будівництво велося під контролем НКВС силами ув'язнених.
Гідровузли каналу переважно використовуються для цілей водопостачання і судноплавства, проте наявний перепад рівнів дозволив розмістити кілька ГЕС для попутного вироблення електроенергії. ГЕС видають електроенергію в енергосистему, частково компенсуючи (приблизно на 2/3) споживання електроенергії насосними станціями каналу. ГЕС каналу ім.Москви є одними з найстаріших в Росії, на них були вперше застосовані різні технічні новинки, зокрема, автоматизація ГЕС. У роки Німецько-радянської війни вони відіграли велику роль в енергопостачанні Москви. На початок ХХІ сторіччя обладнання ГЕС виробила свій ресурс, застаріле і потребує модернізації, але знаходиться у доброму стані, у зв'язку з чим найближчим часом його заміна не планується.
ГЕС каналу ім.Москви спроектовані інститутом «Гідропроект».
ГЕС входять до складу ФГУП «Канал імені Москви», за винятком Акуловської і Ліствянської ГЕС, які знаходяться на балансі МГУП «Мосводоканал».

## Перелік ГЕС
1. Акуловська ГЕС
2. Іваньковська ГЕС
3. Карамишевська ГЕС
4. Ліствянська ГЕС
5. Ново-Тверецька ГЕС
6. Ново-Цнінська ГЕС
7. Перервінська ГЕС
8. Пироговська ГЕС
9. Сходненська ГЕС